# Chłopice (plaats)
Chłopice is een dorp in het Poolse woiwodschap Subkarpaten, in het district Jarosławski. De plaats maakt deel uit van de gemeente Chłopice.